# نعمت‌الله یولداشف
نعمت‌الله یولداشف (به ازبکی: Nigʻmatilla Toʻlqin ugʻli Yoʻldoshev، نعمت‌الله تۉلقین‌اوغلی یۉلداشېف) متولد ۵ نوامبر ۱۹۶۲ در تاشکند، وکیل و سیاست‌مدار ازبکستانی است. وی هم‌اکنون ریاست مجلس سنا ازبکستان و کفیل رئیس‌جمهور ازبکستان است.